# Giuseppe Colombo (Politiker)

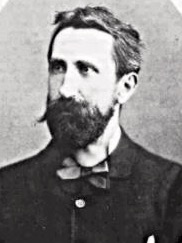
Giuseppe Colombo

Giuseppe Colombo (* 18. Dezember 1836 in Mailand; † 16. Januar 1921 ebenda) war ein italienischer Staatsmann und Elektroingenieur.

## Leben
Giuseppe Colombo entstammte einer kleinbürgerlichen Familie. Sein Vater war Goldschmied und seine Mutter eine ehemalige Schneiderin. Giuseppe besuchte das staatliche Lyzeum S. Andrea in Mailand und schrieb sich 1853 an der Fakultät für Philosophie und Mathematik der Universität Pavia ein, an der er unter anderem die Vorlesungen von Francesco Brioschi und Giovanni Codazza besuchte. Letzterer ernannte ihn 1857 noch vor seinem Studienabschluss in Mathematik zu seinem Assistenten.
Von Dezember 1857 an unterrichtete er an der SIAM (abgekürzt für Società di incoraggiamento d’arti e mestieri) in Mailand. Dort kam er in Kontakt mit der lombardischen Aristokratie und dem Unternehmertum. In Mailand besuchte er auch den von Künstlern, Schriftstellern und Anhängern des Risorgimento frequentierten Salon der Gräfin Clara Maffei, Ehefrau des Dichters Andrea Maffei. Dort lernte er den Naturalisten Emilio Cornalia kennen, dessen Nichte, Carolina de Luigi, er 1868 heiratete.
Giuseppe Colombo wurde Ingenieur sowie Professor des Maschinenbaus am Istituto tecnico superiore in Mailand und zeichnete sich auf dem Gebiet der Elektrotechnik aus. 1866 kämpfte er im Dritten Italienischen Unabhängigkeitskrieg als Korporal in den Reihen der Freischaren Guicciardis. 
Auf seine Initiative hin wurde 1883 das Kraftwerk Santa Radegonda in Mailand, das erste Wärmekraftwerk Kontinentaleuropas errichtet. Es diente der Beleuchtung der Mailänder Scala und der Straßen der Stadt. Aus der Betreibergesellschaft des Kraftwerks, der Comitato per l’Applicazione dell'Elettricità „Sistema Edison“ in Italia, ging das Unternehmen Edison hervor.
1886 wurde er als Vertreter seiner Vaterstadt in die Abgeordnetenkammer gesandt, in der er sich auf die Seite der Rechtsparteien stellte. Klarer Verstand und lebhaftes Eintreten für allgemeine Landesinteressen, insbesondere aber sein Kampf gegen die übermäßigen Staatsausgaben und gegen Crispis Außen- und Innenpolitik machten ihn seit Januar 1889 zu einem bedeutenden Mitglied der Rechten. Am Sturz Crispis hatte er wesentlichen Anteil. Um die Rechten zu gewinnen, wurde er anschließend von Rudinì in das neu gebildete Kabinett am 7. Februar 1891 als Finanzminister berufen. Als Meinungsverschiedenheiten innerhalb des Ministeriums über die Deckung des nächstjährigen Defizits das Kabinett am 14. April 1892 veranlassten, seine Entlassung zu geben, endete die Regierungskrise am 22. April 1892 zunächst damit, dass Colombo, der gegen die geplante Erhebung neuer Steuern war, ausschied. In dem am 7. März 1896 von Rudini neu gebildeten Kabinett übernahm Colombo das Schatzamt, trat aber bereits im Juli bei der Umbildung der Regierung mit mehreren seiner Kollegen wieder zurück. 1899 wurde er zum Präsidenten der Abgeordnetenkammer gewählt, trat 1900 der Obstruktion in der Kammer energisch entgegen und zog sich dadurch so sehr den Hass der Radikalen zu, dass er bei den im Juni 1900 abgehaltenen Neuwahlen sein Mandat verlor. Im Dezember 1900 wurde er zum Senator ernannt.
Der Accademia dei Lincei gehörte er seit 1888 als korrespondierendes Mitglied an, 1899 wurde er Vollmitglied (socio nazionale). Dem Istituto Lombardo di Scienze e Lettere gehörte er seit 1862 an, dessen Präsident war er in den Jahren 1892/1893, 1896/97 und 1920. Er gehörte zu denjenigen, die sich für eine Organisation der Elektrizitätsversorgung in Italien einsetzten und von 1884 bis 1891 war er der erste Vorstandsvorsitzende (amministratore delegato) der Società generale italiana "Edison" di elettricità.